# ذنب بالتداعي (مغالطة)
مغالطة الذنب بالتداعي يتم ارتكابها حين يتم رفض رأي معين، بالنظر إلى معتنقيه. وهذه المغالطة تسير على النحو التالي:
1. من الثابت أن أناساً (أو أنظمة، جماعات..) يبغضهم الشخص (أ) يقبلو الدعوى (س).
2. إذن الدعوى (س) خاطئة.

على سبيل المثال:
- الشخص أ يكره الشخص س.
- الشخص س يعتنق الفكرة ص.
- الشخص أ يرفض الفكرة ص بقوة؛ لأن س يعتنقها.

وهذه واضحة جدا كونها مغالطة، وذلك أن مجرد قبول آخرين بهذه الدعوى لا يمكن أن يؤثر على صحة الدعوى من خطئها. بالإضافة إلى أن هذا الرفض هو رفض نفسي وليس رفض عقلاني للدعوى قائم على الحجة والبرهان.
وهذه المغالطة تستمد قوتها من حقيقة أن الأفراد لا يحبون أن يتم الربط بينهم وبين أفراد لا يحبونهم، ولذلك إذا ظهر للناس أن شخصا ما يشترك مع شخص آخر في الرأي وهو لا يحبه، فربما أثر هذا على رأيه لكي يرفضه. في هذه الحالة يتم رفض الدعوى بناء على ما يعتقده الشخص عن أولئك الذين يقبلون الدعوى وبسبب رغبته في عدم ظهوره متفقاً معهم. كما أن حقيقة أن الشخص لا يحب أن يظهر مشتركاً مع من لايحبهم في الرأي، لا يعلل رفض كل الآراء التي يؤمنون بها على الإطلاق. فالكل يؤمن بأن اليوم 24 ساعة من غير أن يثير هذا أي حساسية بين طرفين.
وقد كانت المكارثية صيغة خاصة من هذه المغالطة، إذا كان الشخص أو المنظمة أو الرأي يُقرن على نحو ما بالشيوعية، العدو الأكبر للولايات المتحدة ذلك الوقت بما يسبب رفض الناس لهم. وما زالت تستخدم إلى اليوم كأحد أهم الأساليب السياسية والدعائية لكسب التأييد والشعبية.

## الشكل
في تدوين منطق الرتبة الأولى، يمكن التعبير عن هذا النوع من المغالطة كـ (∃س ∈ S : φ(س)) ⇒ (∀س ∈ S : φ(س)). بمعنى، إذا كان هناك أي س في المجموعة S بحيث تكون الخاصية φ صحيحة لـ س، فإن الخاصية φ يجب أن تكون صحيحة لجميع س س في المجموعة S.
فرضية: أ هو ب
فرضية: أ هو أيضًا ج
استنتاج: كل ب عبارة عن ج
يمكن توضيح المغالطة في المناقشة من خلال استخدام رسم أويلر البياني: يعتبر أ وفقًا للفرضيات بأنه جزءًا من المجموعتين ب و ج، ولكن إذا مثلنا هذا برسم أويلر البياني، فيمكن أن نرى بوضوح أن هناك جزءًا من المجموعة ب ليس جزءًا من المجموعة ج، وبهذا يبطُل الاستنتاج القائل بأن كل ب عبارة عن ج.

## ذنب بالتدعي

### أمثلة
بعض الأمثلة القياسية على الذنب بالارتباط:
- جون فنان مخادع. جون لديه شعر أسود. لذلك، كل الناس ذوي الشعر الأسود هم فنانون مخادعون.
- جين جيدة في الرياضيات. جين تعاني من عسر القراءة. لذلك، كل الناس الذين يعانون من عسر القراءة يجيدون الرياضيات.
- سيمون وكارل وجاريد وبريت جميعهم أصدقاء لجوش، وجميعهم مجرمون. جيل صديق لجوش. لذلك، جيل مجرم.

### ذنب بالتدعي عن طريق الشخصنة
يمكن أن يكون الذنب بالارتباط أحيانًا نوعًا من مغالطة الشخصنة إذا كانت الحجة تهاجم شخصًا بسبب التشابه بين وجهات نظر شخص ما يقدم حجة وغيره من مؤيدي الحجة.
هذا الشكل من الجدال كما يلي:
المجموعة «أ» تقدم مطالبة معينة.
المجموعة «ب»، التي ينظر إليها حاليا بصورة سلبية من قِبل المتلقي، تقدم نفس المطالبة كما المجموعة «أ».
لذلك، يُنظر إلى المجموعة «أ» من قِبل متلقي المطالبة على أنها مرتبطة بالمجموعة «ب»، وتخلُف مدى سلبيتها.

### الصدق بالارتباط
إن الانعكاس المنطقي لـ «الذنب بالارتباط» هو الصدق بالارتباط، حيث يدعي المرء أن شخصًا ما أو شيء ما يجب أن يحظى بسمعة طيبة بسبب الأشخاص أو المنظمات المرتبطة به أو يدعمونه بطريقة أخرى.
أمثلة:
- فاز مواطنو الدولة س بجوائز نوبل والميداليات الذهبية والجوائز الأدبية أكثر من مواطني البلد ص. لذلك، فإن المواطن من البلد س متفوق على مواطن البلد ص.
- غاري لديه نوع الصوت والنطق الذي يعطي انطباعا جديرا بالثقة. جاري هو بائع سيارات ويقول للعملاء أن سياراته في حالة جيدة. لذلك السيارات في حالة جيدة.
- في العديد من الإعلانات تستخدم الشركات بشدة مبدأ الشرف من خلال الجمعيات. على سبيل المثال، سيقول متحدث رسمي جذاب أن المنتج المحدد جيد. جاذبية المتحدث الرسمي يعطي المنتج ارتباط جيد.

## مناورة غاليليو
شكل من أشكال المغالطة في الارتباط غالبًا ما يستخدم من قبل أولئك الذين ينكرون عرضًا علميًا أو تاريخيًا راسخًا هو ما يسمى «مناورة غاليليو». تقول الحجة أنه منذ تعرض غاليليو للسخرية في وقته ولكن اعتُرف لاحقًا بأنه على صواب -نظرًا لأن وجهات نظرهم غير السائدة تثير السخرية والرفض من علماء آخرين- فسيُعترف بوجهات النظر لاحقًا بأنها صواب أيضًا. تشير مناورة غاليليو في أن تعرضه للسخرية لا يعني بالضرورة أن يكون على صواب وأن العديد من الأشخاص الذين تعرضوا للسخرية في التاريخ كانوا -في الواقع- مخطئين. وبالمثل، صرح كارل ساغان أنه بينما ضحكوا على كولومبوس وإخوان رايت، ضحكوا أيضًا على بوزو المهرج.
حظت مناورة غاليليو باهتمام الرأي العام خلال الحملة الرئاسية للولايات المتحدة عام 2012، عندما عبر حاكم تكساس ريك بيري عن شكوكه بشأن الاحتباس الحراري.